# Galaktika Baráti Kör
A Galaktika Baráti Kör könyvsorozat (Móra Ferenc Könyvkiadó) 1987 és 1995 között megjelent kötetei. A sorozat szerkesztője Kuczka Péter volt.
| Szerző(k)                               | Cím                                                 | Kiadás dátuma |
| --------------------------------------- | --------------------------------------------------- | ------------- |
| Alan Dean Foster                        | Az utolsó csillagharcos                             | 1987          |
| Ludvig Holberg                          | Klimius Miklósnak föld alatt való útja              | 1987          |
| Erich von Däniken                       | Tévedtem volna?                                     | 1988          |
| Isaac Asimov                            | A halhatatlanság halála                             | 1988          |
|                                         | UFO-k és elsüllyedt világok                         | 1988          |
| Mordecai Roshwald                       | A hetedik szint                                     | 1988          |
| Robert Sheckley                         | A státuscivilizáció                                 | 1989          |
| Olaf Stapledon                          | Az utolsó és az első emberek                        | 1989          |
| Patrice Duvic                           | Végállomás                                          | 1989          |
|                                         | Rendkívüli utazások - Száz híres Verne illusztráció | 1989          |
| Jacques Bergier – Louis Pauwels         | Mágusok hajnala                                     | 1989          |
| Theodore Sturgeon                       | Több mint emberi                                    | 1990          |
| Egon Friedell, H. G. Wells, K. W. Jeter | Utazások az időgéppel                               | 1990          |
| Gianluigi Zuddas                        | Az utolsó istenek                                   | 1990          |
| Pierre Barbet                           | Baphomet birodalma                                  | 1990          |
| Mike Resnick                            | Agyarak                                             | 1991          |
| Frederik Pohl                           | Az Átjáró                                           | 1991          |
| Marion Zimmer Bradley                   | Darkover                                            | 1991          |
| Rudyard Kipling                         | A fantomriksa                                       | 1991          |
| Stephen King                            | Világnagy strand                                    | 1991          |
| Philip K. Dick                          | Ubik                                                | 1992          |
|                                         | Cthulhu hívása                                      | 1992          |
| Leigh Brackett                          | A rőt csillag                                       | 1992          |
| Ray Bradbury                            | A tetovált ember                                    | 1992          |
| Arthur C. Clarke                        | Birodalmi föld                                      | 1992          |
| Curt Siodmak                            | Donovan agya                                        | 1993          |
| Szepes Mária                            | Gondwána boszorkánya                                | 1993          |
| Brian W. Aldiss                         | A rendszer ellenségei                               | 1993          |
| G. C. Johnson – W. F. Nolan             | Logan futása                                        | 1993          |
| Robert Silverberg                       | Jövőlátó ember                                      | 1993          |
| John Christopher                        | Veszélyben a bolygó                                 | 1994          |
| Frank Herbert                           | A zöld agy                                          | 1994          |
| Daniel F. Galouye                       | A szimulátor                                        | 1994          |
| John Wyndham                            | Chocky                                              | 1994          |
| Brian W. Aldiss                         | Az elszabadult Frankenstein                         | 1995          |
| Clive Staples Lewis                     | Perelandra                                          | 1995          |
| Robert A. Heinlein                      | Élősdiek                                            | 1995          |
| Howard Phillips Lovecraft               | Zarándokút Kadathba                                 | 1995          |
| Frank Herbert                           | Halandók és halhatatlanok                           | 1995          |

A Galaktika Baráti Kör 2013-ban indult újra útjára G. K. Chesterton A vándorló kocsma című művével. A fantasztikus irodalom kedvelői hosszú szünet után ismét csatlakozhatnak ehhez a csoporthoz. Egy exkluzív ajándékkötet is jár a GBK tagoknak, mely bolti forgalomba nem kerül.
| Szerző(k)                       | Cím                  | Kiadás dátuma |
| ------------------------------- | -------------------- | ------------- |
| G. K. Chesterton                | A vándorló kocsma    | 2013          |
| Jack London                     | Ezer halál           | 2014          |
| Stanley G. Weinbaum             | Bolygóközi odüsszeia | 2015          |
| Ford Madox Ford - Joseph Conrad | Az örökösök          | 2016          |